# Pycnopanelus parvicollis
Pycnopanelus parvicollis là một loài bọ cánh cứng trong họ Bọ hung (Scarabaeidae).